# Muriceides chuni
Muriceides chuni är en korallart som beskrevs av Kükenthal 1919. Muriceides chuni ingår i släktet Muriceides och familjen Plexauridae. Inga underarter finns listade i Catalogue of Life.